# Le Bouchaud
Le Bouchaud – miejscowość i gmina we Francji, w regionie Owernia-Rodan-Alpy, w departamencie Allier.

## Demografia
Według danych na rok 1990 gminę zamieszkiwały 253 osoby, a gęstość zaludnienia wynosiła 11 osób/km². W styczniu 2015 r. Le Bouchaud zamieszkiwało 210 osób, przy gęstości zaludnienia wynoszącej 9,3 osób/km².